# Иж-27175
Иж-27175 — грузо-пассажирский автомобиль, созданный на основе кузова семейства моделей ВАЗ-2105, 2107, 2104. Выпускался с 2005 по 17 сентября 2012 года.
Большой процент использования деталей и узлов, унифицированных с продукцией ПАО «АвтоВАЗ», позволил сделать автомобиль надёжным, простым в обслуживании и дешёвым в эксплуатации. Для повышения износостойкости покрытия окраска кузова Иж-27175 производится с использованием процесса катафореза.

## Двигатели
- 2103 — 1,5 л, 8 кл., карбюратор. Устанавливался до 2006 г.
- 2106 — 1,6 л, 8 кл., карбюратор. Устанавливался до 2006 г.
- 21067-10 — 1,6 л, 8 кл., распределённый впрыск, Евро-2. Устанавливался с 2006 до 2007 г.
- 21067-20 —  1,6 л, 8 кл., распределённый впрыск, Евро-3. Устанавливался с 2007 до 2009 г.
- 21067 — 1,6 л, 8 кл., инжектор, Евро-3. Устанавливался с 2009 и до снятия с производства.